# 文正仁

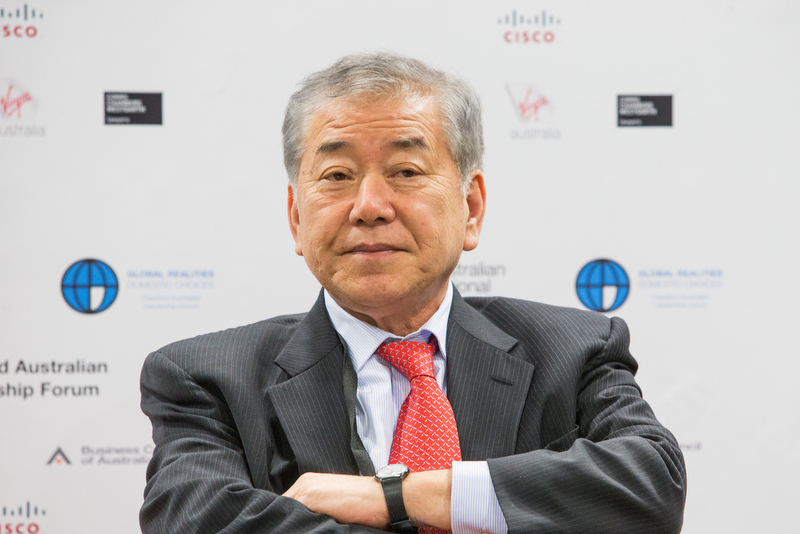
文正仁

文正仁（韓語：문정인；1951年3月25日—），韓國政治學家，朝鮮問題的專家，濟州島濟州市出身，現任延世大學政治外交系教授。由於他曾於美國多家大學任教超過10年，所以會說流利英語。他曾多次於CCTV-9就朝鮮問題接受電話訪問，以及在中國和世界多個有關兩韓關係的論壇裡發言。

## 簡歷
文正仁在1977年於延世大學畢業。1981年在美國馬里蘭大學取得碩士資歷，並同時在國際問題研究所擔任研究員，於1984年取得博士資格。1984年至1985年於麻省威廉斯學院出任助理教授，1985年至1994年在肯塔基大學任副教授。1993年，獲加州大學聖地牙哥分校邀請出任客座教授。1994年，文正仁返回延世大學擔任政治外交系教授直到現在，並從1996年開始擔任美国杜克大學的兼任教授。文正仁亦在韓國出任多項私人及公共職務，計有：
- 韓國政治學會國際委員會委員長
- 韓國國際政治學會理事
- 韓國世界政治學會學程委員會委員 (1997年至現在)
- 韓國國際研究學會理事 (1997年至現在)
- 东北亚时代促进委员会委员长[3]
- 韩国外交通商部国际安全事务大使[4]

此外，在金大中出任韓國總統期間，文正仁在韓國總統府青瓦台擔任韓國國安會顧問。